# 以孫中山思想命名的臺灣道路列表
本列表收錄以孫中山思想命名的臺灣街道、行政區及學校。

## 三民主義

### 三民路

#### 臺北市
- 松山區三民路

#### 新北市
- 新店區三民路
- 蘆洲區三民路
- 土城區三民路
- 板橋區三民路
- 林口區三民路
- 金山區三民街
- 淡水區三民街
- 三重區三民街
- 三芝區三民街
- 汐止區三民街

#### 桃園市
- 觀音區三民路
- 復興區三民路
- 桃園區三民路
- 大園區三民路
- 楊梅區三民路
- 龜山區三民路
- 中壢區三民路
- 新屋區三民路
- 大溪區三民路
- 楊梅區三民東路、三民北路

#### 臺中市
- 西區三民市場一巷
- 西區三民西路
- 大里區三民二街
- 神岡區三民南路
- 清水區三民路
- 中區三民路
- 西區三民市場二巷
- 北區三民路
- 烏日區三民街
- 神岡區三民東街
- 大甲區三民路
- 南區三民西路
- 西區三民市場三巷
- 南屯區三民西路
- 豐原區三民路
- 神岡區三民路
- 南區三民路
- 西區三民路
- 大里區三民一街
- 東勢區三民街
- 沙鹿區三民路

#### 臺南市
- 麻豆區三民路
- 白河區三民路
- 學甲區三民路
- 下營區三民街
- 永康區三民街
- 新營區三民路
- 善化區三民路
- 官田區三民路
- 白河區三民西巷
- 新市區三民街

#### 高雄市
- 三民區三民街
- 橋頭區三民路
- 大社區三民路
- 鳳山區三民路
- 岡山區三民路
- 旗山區三民巷
- 路竹區三民路
- 六龜區三民路

#### 新竹市
- 東區三民路

#### 新竹縣
- 關西鎮三民街
- 竹北市三民路
- 芎林鄉三民路
- 湖口鄉三民南路
- 竹東鎮三民街
- 湖口鄉三民路

#### 苗栗縣
- 後龍鎮三民路
- 竹南鎮三民街
- 頭份鎮三民街

#### 南投縣
- 埔里鎮三民路

#### 彰化縣
- 鹿港鎮三民路
- 埔心鄉三民路
- 芳苑鄉三民巷
- 員林鎮三民街
- 北斗鎮三民街
- 二水鄉三民巷
- 彰化市三民路
- 員林鎮三民東街
- 二林鎮三民路
- 秀水鄉三民街
- 社頭鄉三民路
- 大城鄉三民路

#### 雲林縣
- 褒忠鄉三民路
- 口湖鄉三民路
- 大埤鄉三民路
- 崙背鄉三民街
- 元長鄉三民
- 虎尾鎮三民路
- 斗六市三民路
- 土庫鎮三民街
- 北港鎮三民街
- 斗南鎮三民路

#### 屏東縣
- 南州鄉三民路
- 佳冬鄉三民巷
- 鹽埔鄉三民路
- 琉球鄉三民路
- 枋寮鄉三民路
- 竹田鄉三民路
- 潮州鎮三民路
- 佳冬鄉三民一巷
- 九如鄉三民路
- 新埤鄉三民路
- 佳冬鄉三民二巷
- 高樹鄉三民路

#### 宜蘭縣
- 蘇澳鎮三民路

#### 花蓮縣
- 花蓮市三民街
- 豐濱鄉三民路
- 玉里鎮三民

#### 臺東縣
- 成功鎮三民路
- 關山鎮三民路
- 池上鄉三民路

#### 離島
- 澎湖縣馬公市三民路
- 金門縣金沙鎮三民路

## 五權憲法

### 五權路
- 新北市板橋區五權街
- 新北市五股區五權路
- 新北市五股區五權二～三路
- 新北市五股區五權五～八路
- 新北市新莊區五權一路
- 桃園市中壢區五權新村
- 臺中市南區五權南路
- 臺中市西區五權西六街
- 臺中市西區五權四街
- 臺中市西區五權西三街
- 臺中市西區五權新一巷
- 臺中市南屯區五權西路
- 臺中市清水區五權南路
- 臺中市西區五權五街
- 臺中市西區五權一街
- 臺中市西區五權六街
- 臺中市西區五權西四街
- 臺中市西區五權新二巷
- 臺中市神岡區五權路
- 臺中市清水區五權東路
- 臺中市西區五權七街
- 臺中市西區五權二街
- 臺中市西區五權西一街
- 臺中市西區五權西五街
- 臺中市西區五權路
- 臺中市清水區五權一街
- 臺中市清水區五權路
- 臺中市南區五權南一路
- 臺中市西區五權八街
- 臺中市西區五權三街
- 臺中市西區五權西二街
- 臺中市西區五權西路
- 臺中市北區五權路
- 臺中市清水區五權南一街
- 臺南市關廟區五權街
- 高雄市鳳山區五權路
- 高雄市鳳山區五權南路
- 高雄市苓雅區五權街
- 苗栗縣苗栗市五權街
- 彰化縣二林鎮五權街
- 彰化縣北斗鎮五權路
- 雲林縣斗六市五權街
- 屏東縣九如鄉五權路
- 花蓮縣花蓮市五權街
- 花蓮縣玉里鎮五權街
- 臺東縣成功鎮五權路
- 臺東縣臺東市五權街